# Романець Наталія Радомирівна
Наталія Радомирівна Романець (нар. 29 грудня 1969, Кривий Ріг, Дніпропетровська область, Українська РСР — українська вчена-історикиня, доктор історичних наук (2015), доцент (2002), провідна наукова співробітниця відділу дослідження Голодомору та штучних масових голодів Національного музею Голодомору-геноциду, професор кафедри історії Криворізького державного педагогічного університету.

## Професійна біографія
1987 року закінчила середню школу № 9 м. Кривий Ріг.
1987–1992 – навчалася у Дніпропетровському державному університеті. Здобула кваліфікацію «Історик, викладач історії і суспільствознавства».
1996–1997 – старший викладач кафедри історії Криворізького державного педагогічного інституту.
1997–2009 – доцент кафедри фундаментальних та соціально-економічних дисциплін Криворізького факультету Національної металургійної академії України.
2012–2015 – доцент кафедри історії України, 2016–2021 – професор кафедри історії України та правознавства Криворізького державного педагогічного університету. З 2021 року – професор кафедри історії КДПУ.
Викладає дисципліни: Історія України; Актуальні проблеми української історії та культури; Державний терор в Україні 20-30-х рр. ХХ ст.: проблеми дослідження.

## Наукова діяльність
1992–1995 – навчання в аспірантурі Дніпропетровського державного університету.
2009–2012 – навчання в докторантурі Дніпропетровського державного університету.
Кандидатську дисертацію «Селянство і радянська влада у 1928-1933 роках: проблема взаємовідносин (на матеріалах Дніпропетровської області)» захистила 1995 року, докторську дисертацію «Репресивна політика радянської влади в українському селі (1925-1939 рр.)» 2015 року.
Брала участь у створенні наукового видання «Національна книга пам'яті жертв Голодомору 1932—1933 років в Україні. Дніпропетровська область» (2008) та у втіленні загальнодержавної програми з підготовки науково-документальної серії «Реабілітовані історією» (2012—2018).

## Публікації
Авторка понад 120 наукових праць, зокрема двох індивідуальних монографій, п'яти колективних монографій, п'яти збірників документів, двох науково-популярних книг і навчального посібника
Основні наукові інтереси охоплюють аграрну історію України 1920–1930-х років і репресивну політику радянського режиму щодо українського села в цей період; голодомор на Дніпропетровщині 1932-1933 рр.; селянський спротив сталінській соціалістичній модернізації кінця 1920-1930-х рр.
Серед наукових книг:
- «Механізми творення Голодомору: хлібозаготівельні кампанії 1931-1933 р.р. на Дніпропетровщині».[4][5]
- «Глосарій Голодомору» (у співавторстві)[6]
- Народна трагедія. Документи і матеріали про голод 1932-1933 років на Дніпропетровщині : навч. посібник / упоряд. А.І. Голуб, Ю.А. Мицик, Н.Р. Романець / редкол.: В.В. Іваненко, О.А. Удод та ін. Дніпропетровськ : Вид-во ДДУ, 1993. 84 с.
- Система хлібозаготівель 1931-1933 рр. – предтеча Голодомору на Дніпропетровщині // Лиха коса голодомору: 1932-1933 : монографія. Київ, 2008. С. 43-54 (у співавторстві з В.В. Іваненком).
- Голодомор 1932-1933 років на Дніпропетровщині та Запоріжчині. Київ, 2008. 64 с. (у співавторстві з В.В. Іваненком).
- Сталінський терор голодом на Дніпропетровщині: анатомія злочину в регіональному вимірі // Національна книга пам’яті жертв Голодомору 1932-1933 років в Україні. Дніпропетровська область. Дніпропетровськ, 2008. С. 7-30 (у співавторстві з В.В. Іваненком).
- Дніпропетровщина і «великий перелом» на селі кінця 1920 – початку 30-х років. – Дніпропетровськ : АРТ ПРЕС, 2009. 256 с. (Серія «Реабілітовані історією») (у співавторстві з В.В. Іваненком).
- Опір селян насильницькій колективізації та Голодомору. Дніпропетровщина. Київ, 2009. 64 с. (у співавторстві з В.В. Іваненком).